# ウリヤ川
ウリヤ川（ウリヤがわ、ロシア語: Улья, ローマ字表記の例: Ulya）はロシア極東のハバロフスク地方北部を流れる川である。長さは325km、流域面積は15,500平方km。
ウリヤ川はジュクジュル山脈に発し、東の方にあるオホーツク海の海岸と平行に北東へと流れ、やがて東に向きを変えてオホーツク海に注ぐ。河口はオホーツクの町から南西に100kmほどの位置にある。10月末には凍結し、5月までは氷が残る。
1639年、コサックの探検家イヴァン・モスクヴィチン（Ivan Moskvitin）率いる探検隊は、レナ川支流のマヤ川からジュクジュル山脈を越えてこの川を下り、ロシア人として初めてオホーツク海に達した。彼らは河口にキャンプを建てて越冬している。1646年にはヴァシーリー・ポヤルコフ（Vasili Poyarkov）もこの地に至り、モスクヴィチンの建てた小屋を使って越冬している。
この記事はソビエト大百科事典（1969–1978）の内容を含む。